# Mongoloraphidia rhodophila
Mongoloraphidia rhodophila is een kameelhalsvliegensoort uit de familie van de Raphidiidae. De soort komt voor in Kirgizië.
Mongoloraphidia rhodophila werd voor het eerst wetenschappelijk beschreven door H. Aspöck et al. in 1997.